# Luwuk
Luwuk is een plaats in Indonesië. Het is gelegen op het eiland Sulawesi in de provincie Midden-Sulawesi. De plaats heeft een oppervlakte van 101,43 km².
Er zijn twee universiteiten in Luwuk: UNTIKA en UNISMUH.